# Laurencium
A laurencium a periódusos rendszer egyik eleme. Vegyjele Lr (korábban Lw), rendszáma 103, az aktinoidák csoportjába tartozik. Valószínűleg ezüstös, fehér vagy fémes szürke.

## Jellemzői
Ideiglenes neve unniltrium volt.
A legstabilabb izotópja a 266Lr, amelynek felezési ideje 11 óra. A legnagyobb mennyiségben előállított 260Lr izotópé azonban csak 2,7 perc.

## Felfedezése
Albert Ghiorso és csoportja fedezte fel 1961-ben a kaliforniai egyetem Lawrence-laboratóriumában; innen a neve. (A laboratórium Ernest Lawrence amerikai fizikusról kapta a nevét.)

## Fordítás
- Ez a szócikk részben vagy egészben  a   Lawrencium című angol Wikipédia-szócikk fordításán alapul.  Az eredeti cikk szerkesztőit annak laptörténete sorolja fel. Ez a jelzés csupán a megfogalmazás eredetét és a szerzői jogokat jelzi, nem szolgál a cikkben szereplő információk forrásmegjelöléseként.